# Nordin Kapic
Nordin Kapic (* 30. September 2003 in Wien) ist ein österreichischer Basketballspieler.

## Laufbahn
Kapic war in Wien Mitglied der Mannschaft Vienna United, einer Spielgemeinschaft der Vereine BC Vienna 87 und Union Döbling, spielte für den Post SV Wien und bestritt in der Saison 2020/21 für den BC Vienna acht Spiele in der Superliga, der höchsten Spielklasse Österreichs.
Er ging in die Vereinigten Staaten, setzte seine Basketballausbildung in dem Land an der Talentfördereinrichtung The Skill Factory in Atlanta fort, hernach wechselte Kapic an die Lynn University nach Boca Raton. In der Hochschulmannschaft aus dem Bundesstaat Florida wurde er umgehend Leistungsträger und war in der Saison 2022/23 mit einem Mittelwert von 19,3 Punkten je Begegnung deren bester Korbschütze. In der Saison 2023/24 erreichte er denselben Wert. 2024 nahm er einen Hochschulwechsel vor und ging an die University of California, San Diego.
Zur Saison 2025/26 ging er an die University of South Carolina.

### Nationalmannschaft
Kapic war bei der B-Europameisterschaft der Altersstufe U20 im Sommer 2022 mit 18,2 Punkten je Turnierspiel drittbester Korbschütze aller an der EM teilnehmenden Spieler. Er wurde vom damaligen Nationaltrainer Raoul Korner ebenfalls zu einem Sichtungslehrgang der Herrennationalmannschaft eingeladen. Bei der B-Europameisterschaft der Altersklasse U20 war Kapic im Sommer 2023 mit 19,6 Punkten je Begegnung der drittbeste Korbschütze aller Turnierteilnehmer.